# Alice Prin

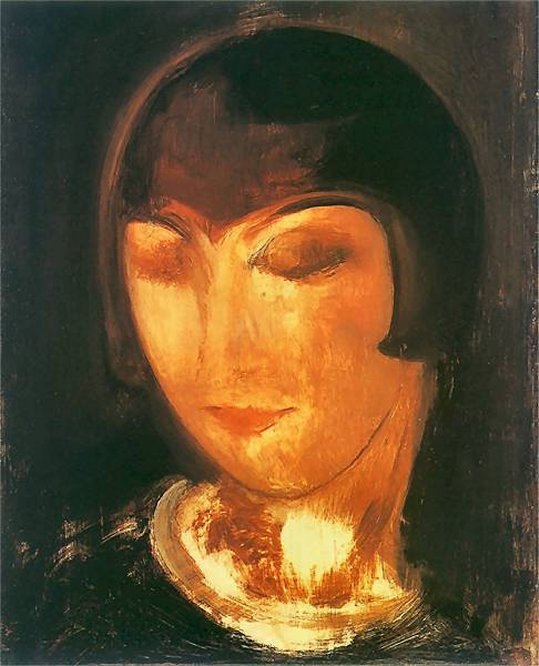
Gustaw Gwozdecki: Porträt von Alice Prin, Öl auf Leinwand, um 1920

Alice Ernestine Prin, genannt Kiki de Montparnasse (Kiki vom oder von Montparnasse) oder Kiki (* 2. Oktober 1901 in Châtillon-sur-Seine, Côte-d’Or, Burgund; † 29. April 1953 in Paris), war eine französische Sängerin, Schauspielerin, Modell und Malerin.

## Leben
Alice Prin wurde unehelich geboren und von ihrer Großmutter in ärmlichen Verhältnissen aufgezogen. Im Alter von zwölf Jahren wurde sie zur Ausbildung nach Paris geschickt, und im Alter von vierzehn stand sie nackt Modell für Bildhauer. Sie lernte das weltweit führende Künstlermilieu im Stadtteil Montparnasse kennen und knüpfte Freundschaften unter anderem mit Jean Cocteau, Arno Breker und Ernest Hemingway. Mit 28 Jahren wurde sie von diesen symbolisch zur Königin Montparnasse gekürt. Ihre Lebensführung war ausschweifend, vom Nachtleben und Festen geprägt. Häufig hielt sie sich in den 1920er Jahren im einfachen Hôtel Istria in Montparnasse auf. Während der deutschen Besatzung Frankreichs im Zweiten Weltkrieg verließ sie Paris. Sie kehrte erst nach dem Krieg dorthin zurück und bezog eine Wohnung an der Rue Bréa in Montparnasse.
Im Jahr 1953 starb sie verarmt an den Folgen ihrer Drogensucht im Pariser Laënnec-Krankenhaus. Sie wurde mit dem Geld aus einer Kollekte befreundeter Künstler, darunter Tsuguharu Foujita und Óscar Domínguez, für eine kurze Konzession auf dem preisgünstigen Cimetière parisien de Thiais (Division 75) beigesetzt. Das Grab wurde nach deren Ablauf aufgehoben, auf ihm stand: „Kiki 1901–1953, Sängerin, Schauspielerin, Malerin, Königin von Montparnasse.“

## Wirken

Pablo Gargallo: Kiki de Montparnasse

1921 wurde Prin Partnerin und bevorzugtes Modell von Man Ray, der sagte, ihr Körper sei von Kopf bis Fuß „makellos“. Sie legte sich den Künstlernamen „Kiki“ zu. Man Ray machte von ihr zahlreiche Fotografien, die bekannteste ist wohl Le Violon d’Ingres, die eine sitzende Frau zeigt, auf deren Rücken an ein Violoncello erinnernde Markierungen sichtbar sind. Sie wurde eine feste Größe im inneren Zirkel der Pariser Bohème. Kiki stand unter anderem Modell für Chaim Soutine, Julien Mandel, Francis Picabia, Jean Cocteau, Arno Breker, Alexander Calder, Per Krohg, Hermine David und Pablo Gargallo. Größere Bekanntheit besitzen bis heute ihr Porträt Nu assis (Sitzender Akt) von Moise Kisling und das aus dem Jahr 1922 stammende Nu couché à la toile de Jouy (Auf Toile-de-Jouy ruhender Akt) von Tsuguharu Foujita.
Kiki von Montparnasse war auch selbst als Malerin tätig und hatte 1927 in der Galerie au Sacre du Printemps in Paris eine recht erfolgreiche Einzelausstellung. Im Jahr 1929 veröffentlichte sie ihre Autobiografie, die mit einem Vorwort von Ernest Hemingway und Tsuguharu Foujita erschien.

## Rezeption
Amélie Harrault widmete sich Prins Leben im Kurzanimationsfilm Mademoiselle Kiki und das Leben in Montparnasse.

## Filmografie
Kiki trat als Schauspielerin in einer Reihe von – meist sehr experimentellen – Filmen auf.
- 1923: L’Inhumaine von Marcel L’Herbier
- 1923: Le Retour à la Raison von Man Ray, Kurzfilm
- 1923: Ballet Mécanique von Fernand Léger, Kurzfilm
- 1923: Entr’acte von René Clair, Kurzfilm
- 1923: La Galerie des Monstres von Jaque Catelain
- 1926: Emak Bakia von Man Ray, Kurzfilm
- 1928: L’Étoile de mer von Man Ray
- 1928: Paris express /Souvenirs de Paris von Pierre Prévert und Marcel Duhamel, Kurzfilm
- 1930: Le Capitaine jaune von Anders Wilhelm Sandberg
- 1933: Cette vieille canaille von Anatole Litvak